# 1631 год в России
Царствование: 1613—1645 — Михаила Фёдоровича

## События
- 24 августа — у царя родился пятый ребёнок и четвёртая дочь, царевна Марфа (1631—1632).
- 1630—1632 — производится военная реформа по образцу Полки иноземного строя[1].
- 1631 и 1632 годы — организация 12 ратных полков из «даточных» и «охочих» (добровольцев) людей, а также четырёх полков иноземного строя[2].
- Основание архимандритом Киево-Печерской лавры Петром Могилой Киевского коллегиума (духовной академии)[2].
- Русский купец Иван Мартынов и английский промышленник Фрэнк Гловер организуются на паях открыть ювелирные мастерские[2].
- Переговоры с посольствами: Нидерландов и Дании[3].
- Русско-шведские переговоры в Москве[4].
- Местничество:
  - Каширяне дворяне и дети боярские — конфликт из-за выбора окладчиков[5].
  - Князья Мещерские и Волконский Григорий Константинович (1631-1632)[5].
  - Вяземский Василий Григорьевич и Вельяминов Мирон Андреевич (1631-1635)[5].

## Города и поселения
- Село Морша (сов. г. Моршанск) переходит из владения рязанских архиреев, в царское владение и становится дворцовым селом[6].
- На реке Ангара построен Братский острог (сов. г. Братск. см. 1635 и 1636 года)[7].
- 1631—1632 — стены Вологодского кремля укреплялись и достраивались, после его сожжения в 1612 году (см. 1657 год)[8].
- 1631—1633 — в Устюжне возведён новый острог на правом берегу Ворожи (см. 1614 год)[9].
- Основана как деревня Уразаево (сов. г. Рузаевка) на землях, пожалованных темниковскому мурзе Уразу Тонкачееву[10].
- Красноярск становится центром Красноярского уезда[11].
- 1630—1632 — реконструировалась Каргопольская крепость[12].
- Основана Ирбитская (Ирбеевская) слобода (сов. г. Ирбит)[13].

## Руководители приказов
| Года      | Приказ             | Ф,И,О главы                     | Примечания            |
| --------- | ------------------ | ------------------------------- | --------------------- |
| 1631-1632 | Сыскной приказ     | Измайлов Артемий Васильевич     | Первый раз: 1626-1629 |
| 1622-1642 | Большой казны      | Черкасский Иван Борисович       | За исключением 1638   |
| 1622-1642 | Иноземский приказ  | Черкасский Иван Борисович       | За исключением 1638   |
| 1622-1642 | Стрелецкий приказ  | Черкасский Иван Борисович       | За исключением 1638   |
| 1622-1637 | Аптекарский приказ | Черкасский Иван Борисович       |                       |
| 1624-1634 | Казанского дворца  | Черкасский Дмитрий Мамстрюкович |                       |
| 1630-1661 | Разрядный приказ   | Гавренёв Иван Афанасьевич       | Думный дьяк           |
| 1628-1631 | Сыскной приказ     | Годунов Матвей Михайлович       |                       |

## Воеводы[18]
| Года           | Город     | Ф,И,О воеводы                             | Примечание |
| -------------- | --------- | ----------------------------------------- | ---------- |
| 8 октября 1631 | Алатырь   | Лодыгин Фёдор                             |            |
| 1631           | Астрахань | Салтыков Иван Иванович                    |            |
| 1629-1631      | Берёзов   | Пушкин Воин Тимофеевич                    |            |
| 1631           | Берёзов   | Давыдов Иван Никифорович                  |            |
| 1630-1633      | Брянск    | Ромодановский Василий Григорьевич Большой | Стольник   |
| 1631           | Бежецк    | Башмаков Филон Григорьевич                |            |
| 1631-1632      | Белгород  | Дашков Яков Авксентьевич                  |            |

## Родились
- Иларион (13 (23) ноября 1631, Нижний Новгород — 14 (25) декабря 1708, Суздаль) — епископ Русской православной церкви, митрополит Суздальский и Юрьевский, один из основателей монастыря «Флорищева пустынь».
- Царевна Марфа Михайловна (14 (24) августа 1631 — 21 сентября (1 октября) 1632) — пятый ребёнок и четвёртая дочь царя Михаила Фёдоровича, умерла в младенчестве.

## Умерли
- Шестова, Ксения Ивановна (ум. 26 января (5 февраля) 1631, Чебоксары) — мать царя Михаила Фёдоровича, супруга Фёдора Никитьевича Романова (патриарха Филарета).
- Приимков-Ростовский, Алексей Васильевич Чечул (ум. 18 (28) апреля 1631) — государственный и военный деятель, дворянин московский, воевода и стольник.
- Семёнов, Иван Тимофеевич (ок. 1555 — март 1631) — дьяк, государственный деятель, писатель и религиозно-философский мыслитель.